# Platano della Tesoriera
Il platano della Tesoriera è un albero monumentale che si trova a Torino nel parco della Villa Tesoriera.

## Storia

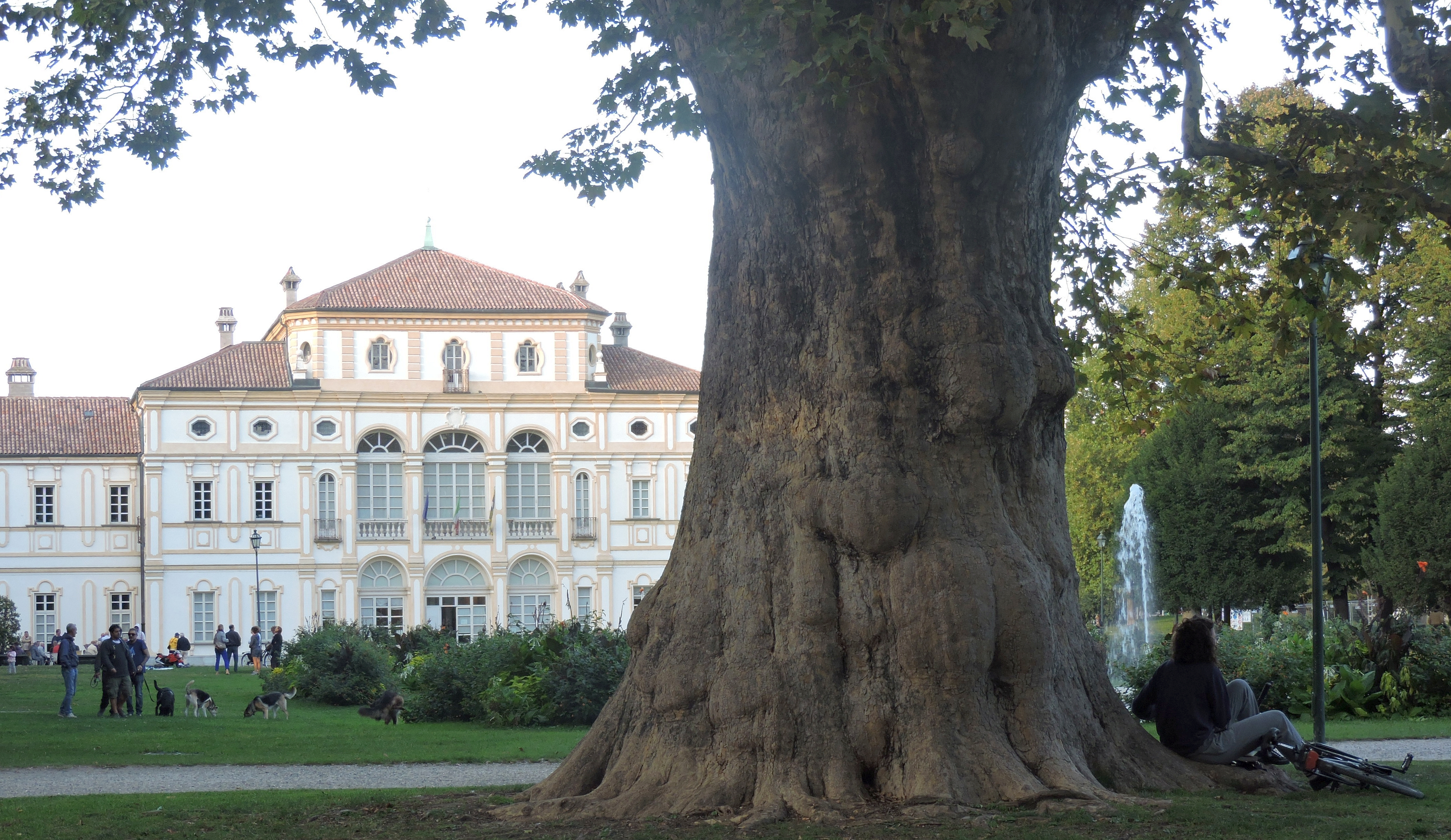
Il tronco del platano, sullo sfondo la Tesoriera

L'albero si trova presso l'ingresso del parco della Villa Tesoriera, nel quartiere Parella. Stando ad alcune fonti fu messo a dimora nel 1715, nel corso della costruzione della villa, mentre altri documenti ne retrodatano la nascita al 1797. Questa seconda datazione, secondo l'esperto di alberi monumentali Tiziano Fratus, appare più verosimile se si confronta la crescita dell'esemplare con quella di altri platani messi a dimora in località del Piemonte con climi paragonabili e con anno di impianto noto. L'albero viene soprannominato dagli abitanti del quartiere "il nonno" o anche "l'albero della fortuna".

## Caratteristiche

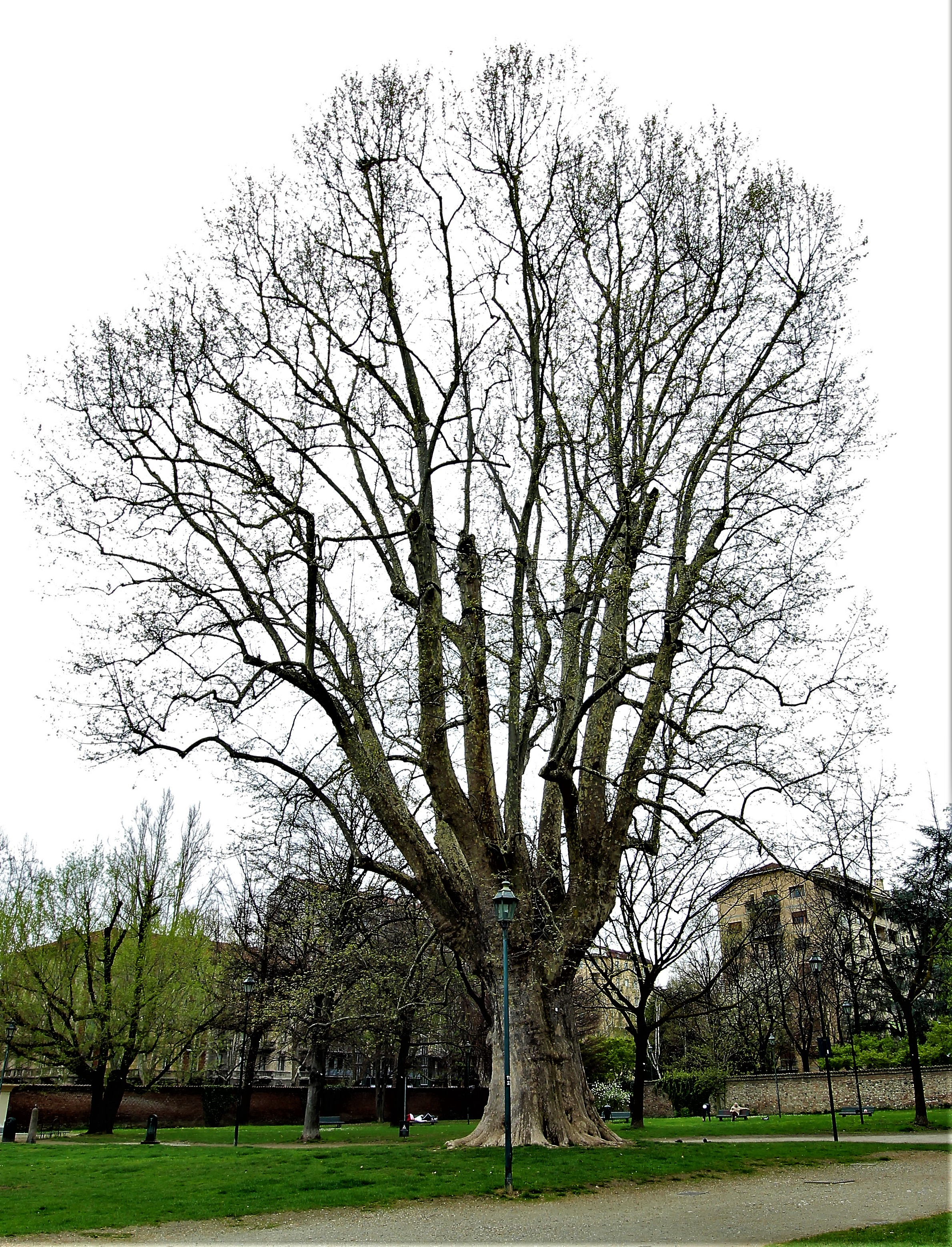
L'albero in autunno

L'albero ha una circonferenza a petto d'uomo di 665 cm. Il suo tronco si ramifica in numerose branche primarie che formano un ampio candelabro, il quale a sua volta sostiene una chioma anch'essa di notevoli dimensioni. È considerato, per larghezza del tronco, l'esemplare di maggiori dimensioni del capoluogo piemontese. La sua altezza è di 28 metri, ed è stato inserito nella lista degli alberi monumentali redatta dalla Regione Piemonte per le sue notevoli dimensioni e per l'età. L'esemplare presenta alcuni problemi strutturali. Nel censimento degli alberi monumentali del Piemonte è identificato dalla scheda n.01/L219/TO/01.